# 姆加
姆加（羅馬化：Mga）是俄罗斯列宁格勒州的市级镇，属基洛夫斯克区，地处列宁格勒州中部，位于区行政中心基洛夫斯克东南方，在州府圣彼得堡东南、加特契纳东北方。涅瓦河一支流姆加河流经该地。
镇名来自设于镇内的同名铁路车站，后者又得名于流经该地的姆加河。该地2021年人口有9,854人；2010年人口10,212；2002年人口9,613；1989年人口9,852。